# National League 1892
National League 1892 var den 17. sæson i baseballligaen National League, og ligaen havde deltagelse af tolv hold. I forhold til 1891 var ligaen blevet udvidet med følgende fire hold fra American Association, der i 1891 spillede sin sidste sæson: Baltimore Orioles, Louisville Colonels, St. Louis Browns og Washington Senators. I forbindelse med udvidelsen af ligaen blev der også indført et nyt ligaformat, hvor sæsonen var opdelt i to halvdele. Første halvdel af sæsonen blev spillet i perioden 12. april – 13. juli 1892, hvor holdene skulle spille 77 kampe hver. Efter én dags pause den 14. juli forsatte sæsonen med anden halvdel, som blev afviklet i perioden 15. juli – 15. oktober 1892, hvor holdene igen skulle spille 77 kampe hver. Vinderne af de to sæsonhalvdele mødtes i en serie om ligamesterskabet. På grund af det udvidede kampprogram, blev søndag for første gang i ligaens historie anvendt som spilledag.
Mesterskabet blev vundet af Boston Beaneaters, som vandt første halvdel af sæsonen med 52 sejre og 22 nederlag, og som i finaleserien vandt med 5-0 i kampe over Cleveland Spiders, der havde vundet anden halvdel af sæsonen med 53 sejre og 23 nederlag. Dermed vandt Boston Beaneaters National League for femte gang – de første fire gange var i 1877, 1878, 1883 og 1891.

## Resultater

### Første halvdel
| Plac. | Hold                  | Kampe | Vundne | Uafgj. | Tabte | Proc.  |
| ----- | --------------------- | ----- | ------ | ------ | ----- | ------ |
| 1.    | Boston Beaneaters     | 75    | 52     | 1      | 22    | 70,3 % |
| 2.    | Brooklyn Bridegrooms  | 78    | 51     | 1      | 26    | 66,2 % |
| 3.    | Philadelphia Phillies | 77    | 46     | 1      | 30    | 60,5 % |
| 4.    | Cincinnati Reds       | 77    | 44     | 2      | 31    | 58,7 % |
| 5.    | Cleveland Spiders     | 74    | 40     | 1      | 33    | 54,8 % |
| 6.    | Pittsburgh Pirates    | 76    | 37     | 0      | 39    | 48,7 % |
| 7.    | Washington Senators   | 76    | 35     | 0      | 41    | 46,1 % |
| 8.    | Chicago Colts         | 71    | 31     | 1      | 39    | 44,3 % |
| 9.    | St. Louis Browns      | 74    | 31     | 1      | 42    | 42,5 % |
| 10.   | New York Giants       | 74    | 31     | 0      | 43    | 41,9 % |
| 11.   | Louisville Colonels   | 77    | 30     | 0      | 47    | 39,0 % |
| 12.   | Baltimore Orioles     | 75    | 20     | 0      | 55    | 26,7 % |

### Anden halvdel
| Plac. | Hold                  | Kampe | Vundne | Uafgj. | Tabte | Proc.  |
| ----- | --------------------- | ----- | ------ | ------ | ----- | ------ |
| 1.    | Cleveland Spiders     | 79    | 53     | 3      | 23    | 69,7 % |
| 2.    | Boston Beaneaters     | 77    | 50     | 1      | 26    | 65,8 % |
| 3.    | Brooklyn Bridegrooms  | 80    | 44     | 3      | 33    | 57,1 % |
| 4.    | Pittsburgh Pirates    | 79    | 43     | 2      | 34    | 55,8 % |
| 5.    | Philadelphia Phillies | 78    | 41     | 1      | 36    | 53,2 % |
| 6.    | New York Giants       | 79    | 40     | 2      | 37    | 51,9 % |
| 7.    | Chicago Colts         | 76    | 39     | 0      | 37    | 51,3 % |
| 8.    | Cincinnati Reds       | 78    | 38     | 3      | 37    | 50,7 % |
| 9.    | Louisville Colonels   | 77    | 33     | 1      | 42    | 44,0 % |
| 10.   | Baltimore Orioles     | 77    | 26     | 5      | 46    | 36,1 % |
| 11.   | St. Louis Browns      | 81    | 21     | 4      | 52    | 32,5 % |
| 12.   | Washington Senators   | 77    | 23     | 2      | 52    | 30,7 % |

### Mesterskabsserie
Mesterskabsserien blev spillet mellem vinderen af første sæsonhalvdel, Boston Beaneaters, og vinderen af anden sæsonhalvdel, Cleveland Spiders. Første kamp, den 15. oktober 1892, endte 0-0, men derefter vandt Boston de efterfølgende fem kampe og dermed mesterskabet.